# Фридландское сражение
Фридландское сражение (фр. Bataille de Friedland) — сражение между французской армией под командованием Наполеона и российской армией под командованием генерала от кавалерии Л. Л. Беннигсена, произошедшее 2 (14) июня 1807 года под Фридландом (ныне город Правдинск Калининградской области), примерно в 43 км к юго-востоку от Кёнигсберга. Битва завершилась поражением русской армии и привела к скорому подписанию Тильзитского мира.

## Перед сражением
Начало XIX века ознаменовалось стремлением Наполеона к господству над всей Европой. Осенью 1806 года Пруссия для защиты своих интересов была вынуждена начать войну с Наполеоном, но быстро потерпела ряд поражений и была близка к исчезновению. Попытку её спасения предпринял российский царь Александр I, направив на помощь прусскому королю Фридриху Вильгельму III Русскую Императорскую армию.
Так началась очередная Наполеоновская война, которую историки называют Русско-прусско-французской, или Войной четвёртой коалиции. В сражениях при Пултуске (Польша) и Прейсиш-Эйлау (г. Багратионовск) русская и французская армии понесли значительные потери, но никакая из сторон не смогла добиться победы. Более трёх месяцев понадобилось армиям противоборствующих сторон, чтобы прийти в себя после этих сражений и весной 1807 года война продолжилась. Для русской армии она осложнялась тем, что ослабшая Пруссия была не в состоянии обеспечить хорошие зимние квартиры и снабжение.
После кровопролитной битвы при Гейльсберге (ныне Лидзбарк-Варминьски в Польше) 10 июня 1807 года, в которой русская армия отбила все атаки французов, Наполеон решил заставить русских покинуть эту укрепленную позицию фланговым маршем на Кёнигсберг. Он предвидел, что главнокомандующий русской армией Л. Л. Беннигсен будет вынужден спасать столицу Восточной Пруссии. Обе армии двинулись к Кёнигсбергу, их разделяла река Алле (ныне Лава).

## Ход битвы

### 1 (13) июня
1 (13) июня, дойдя до Фридланда, находящегося на реке и имеющего стратегическое положение, русский авангард обнаружил, что три полка французской кавалерии уже занимают этот город. Действия авангарда заставили французов покинуть его и выстроиться в боевой порядок на окраине. Эти три полка принадлежали к корпусу маршала Ланна, который принял бой в надежде задержать русских и втянуть их в сражение. Постепенно большая часть русской армии перешла на левый берег и построилась перед французами. По несчастью в этот день командующий русской армии был болен и нераспорядителен и упустил шанс разгромить корпус Ланна, пока он был в одиночестве. В результате на следующий день, 14 июня, когда Наполеон уже знал положение русских и спешил к месту сражения, русская армия ограничилась лишь артиллерийской дуэлью и отдельными стычками с французами — время для разгрома Ланна было упущено.

### 3:00 — 17:00
В 3 часа утра из всей французской армии на поле боя находился только корпус маршала Ланна, насчитывавший 12 тыс. человек, к нему со стороны Эйлау подходили подкрепления, оттуда же ждали самого Наполеона с основной частью армии. 10 тыс. русских солдат перешли на французскую сторону реки Алле, к плацдарму подходили новые русские колонны. К 9 часам утра у французов было 17 тыс. человек, у русских — 45 тыс. Беннигсен ограничивался только артиллерийской дуэлью и отдельными стычками. Наполеон прибыл на поле битвы вскоре после полудня вместе со своим штабом и принял командование от Ланна.
46-тысячная русская армия была развёрнута вдоль четырёхмильной линии по обеим сторонам Алле, построена в виде дуги, огибавшей город Фридланд от Каршау, Генрихсдорфа (пос. Киселевка, пос. Ровное) до Сортлака (в настоящее время этот поселок юго-западнее Правдинска затоплен водохранилищем). Позиции русских были разделены ручьём Мюлен-Флюс (ныне Правда), протекавшим по дну глубокого оврага. Левым флангом русских войск командовал генерал П. И. Багратион, правым — А. И. Горчаков. 20 тыс. человек с тяжелой артиллерией и 20 эскадронами остались в резерве на правом берегу реки у Алленау (пос. Поречье).
Положение русских осложнялось тем, что, разделенные рекой Алле, они находились в крайне невыгодном положении, мало того, их позицию на левом берегу надвое разделял обрывистый ручей, и несколько мостов, наведённых на нём, не могли обеспечить эффективного взаимодействия между флангами. Слабость русской артиллерии на левом берегу также не способствовала успешной обороне.
С каждым часом русская армия всё больше и больше оказывалась в ловушке — уйти назад быстро, не потеряв порядок, было уже нельзя, но и принимать генеральное сражение в этой ситуации было самоубийством.
Прибыв к 12 часам и оценив ситуацию, Император Наполеон раскрыл ошибку Беннигсена и решил, что у него достаточно сил, чтобы выиграть решающую битву и разгромить русских, угодивших в западню. Он лично руководил боем с деревянного помоста, сооруженного в парке имения Постенен (пос. Передовое).
К 4 часам дня императорская гвардия и часть 1-го корпуса (около 80 тыс. человек) были на месте битвы, а к вечеру 14 июня к Фридланду прибыла вся 80-тысячная французская армия и прямо с марша пошла в атаку. Сначала весь удар Наполеон обрушил на русский левый фланг под командованием князя Багратиона. В 17 часов Ней из Сорталакского леса врезался в гущу русских войск и подошёл вплотную к русским позициям. На опушке леса он устроил батарею в 40 орудий и в момент атаки открыл из неё убийственный огонь. Первоначально арьергардные войска левого фланга под командованием князя Багратиона остановили неприятеля. Особенно прославили себя русские кавалергарды, врубившиеся в плотные ряды атакующих. Часть корпуса Нея полегла в схватке под огнем батарей и клинками конницы. Но, в конце концов, действия сорокапушечной батареи и контрудары французской армии опрокинули русских.
Русские офицеры с колокольни собора во Фридланде (ныне православный храм Георгия Победоносца) стали доносить Беннигсену о подходе с запада густых колонн противника, а о прибытии к войскам Наполеона можно было судить по приветственным крикам французов, которые явственно слышали русские на передовых позициях. Только теперь, поняв свое крайне опасное положение (армия зажата рекой, а французы имеют двукратное преимущество), Беннигсен отдал приказ отходить всей армии.

### Вечер, 17:30 — 22:00
Ровно в 17:30 тишина, воцарившаяся над полем боя, внезапно разорвалась несколькими частыми залпами французской батареи из 20 пушек.
Это был сигнал императора маршалу Нею о начале всеобщей атаки. Во главе наступавших французских частей пошла дивизия генерала Маршана, левее от него шли солдаты генерала Биссона, а за ними наступала кавалерия Латур-Мобура. Русские перед ними отступали, и Маршан слегка отклонился вправо, чтобы загнать беглецов в реку Алле. По-видимому, этот манёвр показался Беннигсену удачным моментом для контратаки. Он бросил в атаку отряд казаков и полки регулярной кавалерии генерала Кологривова для расширения бреши, образовавшейся между двумя французскими дивизиями. Однако эта атака ни к чему не привела — навстречу атаковавшим выдвинулась кавалерийская дивизия Латур-Мобура. Попав между трёх огней, русские кавалеристы в замешательстве повернули назад. Французы возобновили наступление.
Однако дальше их встретил хорошо организованный фланговый огонь орудий 14-й резервной дивизии русских, поставленной на восточном берегу Алле. Французы было заколебались, тем более, что Беннигсен бросил на них новый отряд кавалеристов и направил его против левого фланга Биссона.
В этот критический момент, когда французская атака начала уже было захлёбываться, Наполеон в подкрепление дивизиям Нея выдвинул резервный корпус генерала Виктора, головные части которого вёл генерал Дюпон. С помощью кавалеристов Латур-Мобура это движение французов имело полный успех — русские эскадроны были отброшены назад к своей пехоте. За свои действия Клод-Викто́р Перре́н был удостоен маршальского звания.
Получив приказ об отступлении, Багратион стал свертывать свои войска в колонны для переправы (Багратион за Фридланд награждён Государем за храбрость золотою шпагой с алмазами). Началось отступление русского левого фланга к мостам, казавшееся французом паникой и воодушевлявшее их. Колонны русских войск растянулись по дороге во Фридланд (ныне улица Кутузова). Заметив это, французы придвинули батарею ближе к русским позициям и ядрами и гранатами стали обстреливать отходившие колонны. Через некоторое время они пододвинули батарею ещё ближе, на картечный выстрел, и открыли огонь по переправам.
В первую очередь Багратион уводил артиллерию, поэтому русский арьергард оказался в положении смертников — ему под убийственным огнём французской артиллерии любой ценой необходимо было сдержать наступление многократно превосходящих сил противника. Видя приближение вражеской пехоты, находившиеся в арьергарде лейб-гвардии Измайловский и Павловский гренадерские полки неоднократно ходили в штыки, но были вынуждены отступить под огнем превосходящих сил противника.
Левый фланг русской армии стал прекрасной мишенью для французских артиллеристов, среди которых особо отличился генерал Сенармон. Французская картечь косила ряды русской пехоты, причём расстояние от пушек до пехотных рядов сократилось постепенно с 1600 до 150 метров и, наконец, до 60 шагов. Остатки русской кавалерии пытались помочь своим пехотинцам, но только разделили их печальную судьбу — картечь разметала в стороны людей и коней.
В этих нечеловеческих попытках сдержать натиск французов погиб командир Павловского полка генерал Николай Мазовский. Раненный в руку и ногу, не имея возможности сидеть на коне, Мазовский велел нести себя двум гренадерам перед полком и в последний раз повёл его в штыки. «Друзья, — говорил он, — неприятель усиливается, умрем или победим!». Гренадеры бросились вперед. Картечная пуля поразила Мазовского насмерть. Последними его словами были: «Друзья, не робейте!»
В «Истории Павловского гренадерского полка», составленной в 1890 году Вороновым и Бутовским, говорится: "От картечи ряды Павловцов таяли с каждой минутой. Пользуясь своим огнем, французы ходили в атаку, но Мазовской штыками отбрасывал их назад вместе с другими полками. Между тем картечь рвала ряды наши, а французские колонны валили вперед одна за другой, с восторженными криками—"Да здравствует Император!" Сила все ломила. Даже князь Багратион, обнажив шпагу, что делал он очень редко, устрояя и одушевляя войска, не мог ничего поделать.
Не имела успеха и попытка Беннигсена отвлечь атаку частей Ланна, Мортье и Груши. В возрастающем отчаянии Беннигсен начал штыковую атаку против правого фланга дивизий Нея, но единственным результатом этого была гибель нескольких тысяч русских солдат в водах Алле. В этот момент битвы отличился генерал Дюпон. Со своей дивизией нанёс удар во фланг и тыл русского центра (солдаты которого уже были сильно утомлены боями), а затем атаковал только что введённые в бой полки русской гвардии. Действия генерала Дюпона были высоко оценены императором, и Наполеон обещал ему маршальский жезл за первое следующее удачное дело.
Вся дорога во Фридланд покрылась телами русских и французов. Огрызаясь контратаками и сдерживая напор противника, Багратион смог вывести войска к мостам и переправить их на правый берег — левый фланг русских выбрался из ловушки. Последними уходили павловцы — обеспечивая переправу, с неимоверным упорством защищали оставшиеся в живых гренадеры ворота города. «Это была последняя», говорит Тьер, «страшно отчаянная свалка русских с французами на этом фланге». К 20 часам Ней вошел в город, захватил замок Фридланд, но овладеть переправами не сумел, так как русские, отступая, подожгли их.
Положение русских войск на правом фланге под командованием князя Горчакова оказалось еще тяжелее. Около 17-18 часов Ланн и Мортье по замешательству войск Горчакова поняли, что Ней выполнил поставленную перед ним задачу. Правофланговая группировка русских, отделенная от частей Багратиона ручьём и озером Мюленфлис (ныне Мельничный пруд), оказалась отрезанной. Над правым флангом русских нависла угроза окружения.
Также получив приказ к отступлению, Горчаков решил пробиваться к мостам во Фридланде. Однако город уже был в руках французов. Теснимые с тыла Ланном и Мортье, русские перешли по мостам ручей, ворвались в город, очистили его от французов и штыками пробили себе дорогу к реке, но из всех мостов к этому времени не сожженным оставался только один. Неприятель теснил их к берегу, и потеря малейшего времени была опасна. Артиллерию спасли отысканные вниз по течению реки броды, которую иначе пришлось бы оставить французам. Войска под огнем противника стали переправляться по ним. Героическими контратаками пехоты и конницы иногда удавалось остановить неприятеля, но Мортье и Ланн, постоянно получая подкрепления, не ослабляли натиск. В конце концов около 21 часа французы сбросили остатки сил Горчакова в Алле. Из последних перешедших войск здесь была 7-я дивизия генерал-лейтенанта Дохтурова. Русские потеряли на этой переправе 13 пушек. Часть войск переправиться не успела. Две батарейные роты под прикрытием Александрийского гусарского полка генерал-майора графа Ламберта прошли более двух миль неприятельским берегом до местечка Алленбурга (ныне посёлок Дружба) и рано утром перешли Алле и присоединились к армии.
В 23 часа последний грохот орудий умолк, битва закончилась. Обессиленные французы, имеющие за плечами дневной марш и ожесточенный бой, преследовать русских уже не могли.

## Результаты битвы
Сражение под Фридландом закончилось. Русская армия потерпела поражение, но избежала разгрома благодаря героизму и мужеству русского солдата. Британский посол Хатчинсон, бывший в ставке русского главнокомандующего, писал об этом сражении своему правительству: «Мне недостает слов описать храбрость русских войск, они победили бы, если бы только одно мужество могло достать победу». Другой современник боя писал, что это была «победа пигмеев над гигантами». Русская армия смогла выбраться из «фридландской ловушки» и сохранила боеспособность.
Тем не менее Фридланд стал решительной победой Наполеона. Следствием стала сдача 4 (16) июня маршалу Сульту мощной крепости Кенигсберга, где французы нашли большое количество запасов для русской армии, а также около 8 тысяч русских раненых. Но главным итогом победы Наполеона в этой битве стало подписание Тильзитского мира на реке Неман.

## Расхождения в оценке потерь
Французы потеряли от 7—8 до 12 тыс. человек убитыми и ранеными (по французским данным 1645 убитых, 8995 раненых), потери русской армии по подсчетам русских авторов – 10 – 15 тыс. человек, у иностранных историков эта цифра несколько выше – 20 – 25 тыс. человек. Были убиты два генерала – И. И. Сукин и Н. Н. Мазовский. Французы заявили о захвате 80 русских пушек, что не подтверждается данными А. П. Ермолова, командовавшего русской артиллерией:
«Пока арьергард Горчакова отбивал яростные атаки французской конницы, колонны его спешили к Фридланду, уже занятому неприятелем. Отчаянно вторглись они в горевшее предместье и в объятый пламенем город и после кровавой резни выгнали французов из Фридланда. Чувство мщения русских было таково, что некоторые из них бросились преследовать неприятеля. Пока одни очищали город от французов, другие спешили к реке.
Мостов уже не было; рушился порядок. Люди кидались в реку, стараясь переплыть на другой берег. Во все стороны рассылались офицеры отыскивать броды. Наконец они были найдены. Войска устремились в реку под рев батарей французских и русских, установленных на правом берегу Алле. Солдаты на руках перекатили полевые пушки. Нельзя было переправить только двадцать девять батарейных орудий из-за испорченных спусков к реке; под прикрытием Александрийского гусарского полка их увезли левым берегом Алле в Алленбург, где они соединились с армией. Было потеряно всего пять пушек, у которых лафеты были подбиты или лошади подстрелены.»
Также не подтверждаются сведения французов о захвате 12 тысяч. пленных русских солдат. По воспоминаниям А. П. Еромолова: «Фридландское сражение ничем не походило на разгром при Аустерлице: в русской армии было убито и ранено около десяти тысяч, а у французов — более пяти тысяч человек.
В войсках от Беннигсена ожидали нового сражения: оправившись, русская армия забыла фридландскую неудачу. Тем временем из Москвы к Неману подошла 17-я дивизия Лобанова-Ростовского, а 18-я дивизия Горчакова 2-го находилась в двух переходах от армии. Как гром среди ясного неба, как несправедливость судьбы воспринята была весть о подписании 8 июня в Тильзите предварительного перемирия с Наполеоном. Кампания 1806—1807 годов закончилась для России бесславно, и прежде всего из-за неумелых и робких действий главнокомандующего, неоправданно торопившего заключение мира.»
Эти данные подтверждает и Л. Л. Беннигсен: «Мы захватили у французов орла и 87 пленных, но лишились сами пяти орудий, которые, будучи подбиты, остались на поле сражения. Вследствие разрушения нашего моста, устроенного на судах в правой стороне города, четыре орудия завязли в реке, откуда не было возможности их вытащить. Число солдат, захваченных у нас французами в различных атаках, очень невелико. В конце сражения многие из наших, слишком тяжело раненые для того, чтобы следовать за армией, попали в руки неприятеля.»
Наполеону необходимо было увеличить масштаб своей победы, поэтому и появились во французской прессе сведения о 12 тысячах пленных. Французские сведения о 12 тысячах пленных опровергаются и показаниями жителей Фридланда. Со слов местных жителей, генерал Николай Мазовский, отнесенный гренадерами в город, был оставлен в доме № 25 по улице Melestrasse. После занятия Фридланда французы закололи генерала, а его тело выбросили на улицу города. Только после ухода французов местные жители Пруссии смогли похоронить русского генерала на местном кладбище своего города Фридланда. По другим данным, генерал Мазовский погиб во время битвы.
Утомлённая маршем и сражением, французская армия была не в силах преследовать русских. Как вспоминал Л. Л. Беннигсен: «Насколько битвой под Фридландом неприятель был лишен охоты драться с нами, можно убедиться из того, что даже на другой день он не преследовал ни один из наших арьергардов.»

## Награды и знаменитые участники
Сражение знаменито тем, что за мужество и героизм, проявленные в нём русскими солдатами, они были награждены «Знаком отличия Военного ордена», прозванным впоследствии «Георгиевский крест», причём унтер-офицер Кавалергардского полка Егор Иванович Митрохин получил Знак отличия Военного ордена под номером 1. Таким образом отсчёт номеров одной из самых известных воинских наград России ведётся от Фридландского сражения, а город Правдинск (до 1946 — Фридланд) является родиной этой славной награды.
В этом сражении французскими войсками командовали полководцы Ней, Ланн, Мортье, Виктор, Удино, Груши и др. Среди участников Фридландского сражения были многие будущие герои Отечественной войны 1812 года: князь П. И. Багратион, А. П. Ермолов, Ф. К. Корф, Ф. П. Уваров, Д. В. Давыдов, Н. А. Дурова, М. И. Платов и многие другие.

## Память
Территория Восточной Пруссии, на которой в 1807 году состоялась битва под Фридландом, в настоящее время является территорией Калининградской области Российской Федерации. В Правдинском районе Калининградской области существуют мемориальные объекты, посвящённые русским воинам, павшим в битве под Фридландом. Это братская могила русских воинов и могила генерала Н. Н. Мазовского в Правдинске, а также памятник русским воинам в Домново.
В городе Правдинске (бывший город Фридланд) находится «Братская могила русских воинов, павших в сражении под городом Фридланд 14 июня 1807 года». Она датируется 1807 годом и является объектом культурного наследия регионального значения. Памятный объект состоит из двух мемориальных досок-обелисков, установленных на фасаде бывшего госпиталя, с надписями, соответственно, на русском и немецком языках. В здании госпиталя (сейчас в нём располагается детский сад Правдинска) размещали раненных русских солдат. А умерших в госпитале воинов хоронили у стены госпиталя. Этот госпиталь описан в романе Льва Толстого «Война и мир».
Также в Правдинске на территории городского парка находится «Могила генерал-майора Н. Н. Мазовского, павшего в битве под городом Фридланд 14 июня 1807 года». Она датируется 1868 годом и является объектом культурного наследия регионального значения. Памятник датирован 1868 годом, так как является возобновлённым памятником. Первоначальный памятник-часовня генералу Мазовскому, установленный Фридланским магистратом на кладбище Святого Лоренца, со временем обветшал и в 1868 году был заменён на ныне существующий обелиск. Текст обелиска содержит орфографическую ошибку, допущенную ещё при его создании: Мазовский назван «Маковским».
В посёлке Домново Правдинского района находится «Памятник русским воинам — участникам битвы под Фридландом в 1807 году». Это прямоугольный гранитный обелиск с двухскатным завершением, на плоскости которого установлена мемориальная плита с надписью «Русским воинам 1807». Памятник датируется 1992 годом и является объектом культурного наследия регионального значения.
В 1981 году одной из улиц Правдинска было присвоено имя генерала П. И. Багратиона, командовавшего левым флангом русских войск в битве под Фридландом. В июне 2006 года на одном из зданий улицы Багратиона была установлена мемориальная доска этому полководцу. В тексте мемориальной доски тематически указывается, что под командованием П. И. Багратиона «отличились войска левого фланга русской армии в битве при Фридланде (ныне — Правдинск) 14 июня 1807 г.».
В 2001 году в Правдинске на доме, в котором в период подготовки и проведения битвы под Фридландом в июне 1807 года останавливался император Наполеон I, французским Наполеоновским центром была установлена тематическая памятная доска с указанием этого события.
В числе значимых побед французской армии, «Фридланд» указан на Триумфальной арке в Париже и у подножия могилы Наполеона в Доме инвалидов. В 1864 году в Авеню Фридланд был переименован бульвар Божон рядом с Елисейскими Полями и Триумфальной аркой в Париже.
С 2007 года в Правдинске проводятся военно-исторические реконструкции Фридландского сражения.